# Charbuy
Charbuy ist eine französische Gemeinde mit 1.870 Einwohnern (Stand: 1. Januar 2022) im Département Yonne in der Region Bourgogne-Franche-Comté; sie gehört zum Arrondissement Auxerre. Die Gemeinde gehört zum Kanton Auxerre-2 (bis 2015: Kanton Auxerre-Nord). Die Einwohner werden Charbuysien(ne)s genannt.

## Geographie
Charbuy liegt etwa acht Kilometer westnordwestlich von Auxerre. Umgeben wird Charbuy von den Nachbargemeinden Fleury-la-Vallée im Norden, Branches im Nordosten, Perrigny im Osten, Saint-Georges-sur-Baulche im Südosten, Villefargeau im Süden, Lindry im Südwesten sowie Poilly-sur-Tholon im Westen und Nordwesten.

## Bevölkerungsentwicklung
| Jahr                      | 1962 | 1968 | 1975 | 1982 | 1990 | 1999 | 2006 | 2012 |
| Einwohner                 | 778  | 744  | 838  | 1171 | 1463 | 1607 | 1596 | 1780 |
| Quelle: Cassini und INSEE |      |      |      |      |      |      |      |      |

## Sehenswürdigkeiten
- Kirche Saint-Médard aus dem 15. Jahrhundert
- Schloss Charbuy

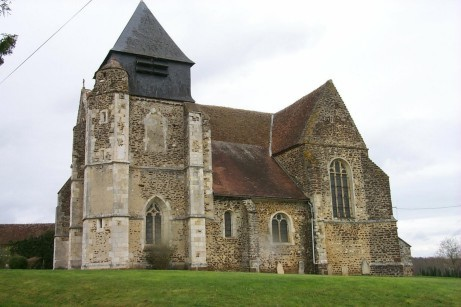
Kirche Saint-Médard
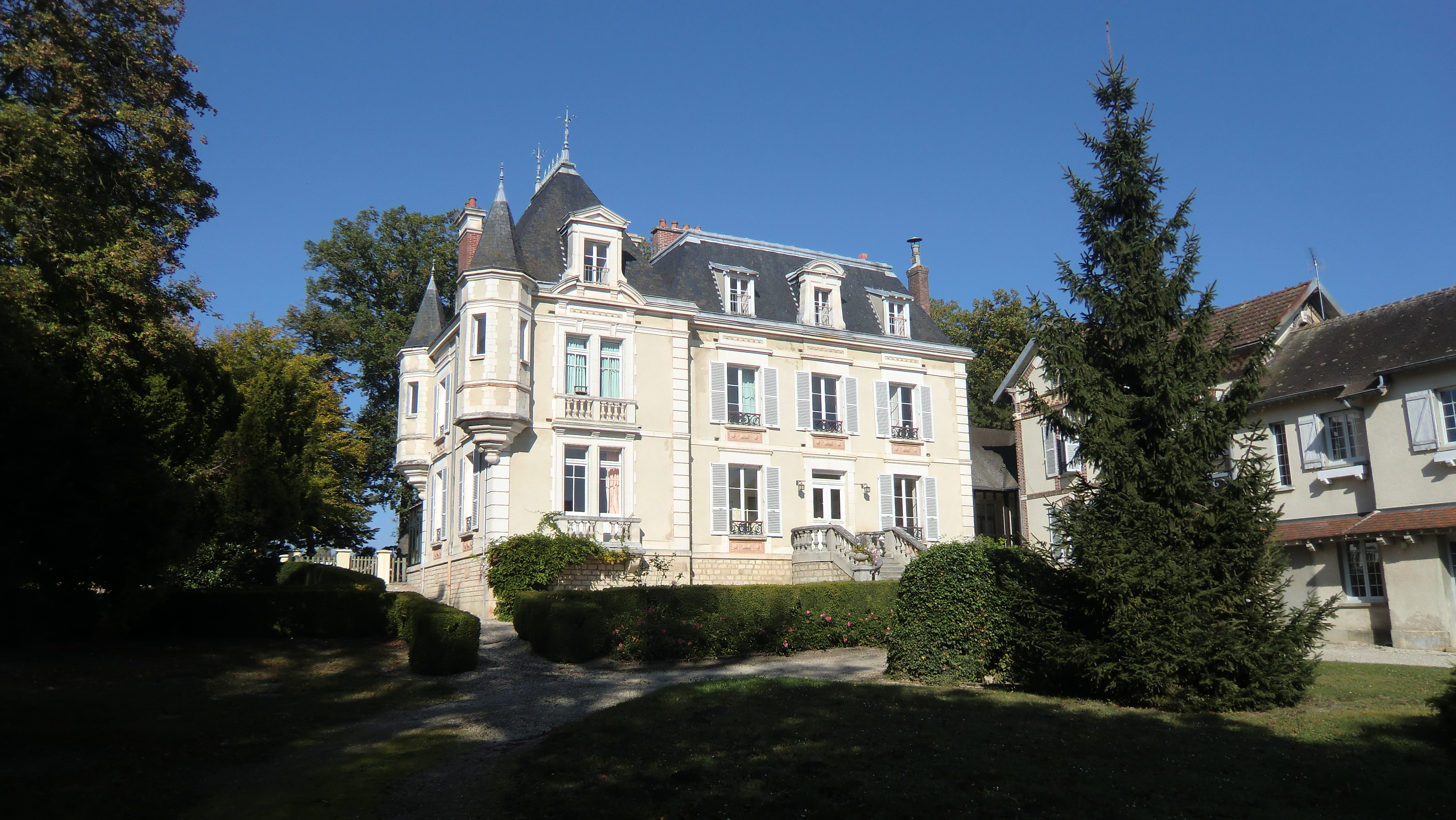
Schloss Charbuy

## Gemeindepartnerschaften
Mit der deutschen Gemeinde Serrig in Rheinland-Pfalz besteht eine Partnerschaft.